# De Prospectiva pingendi

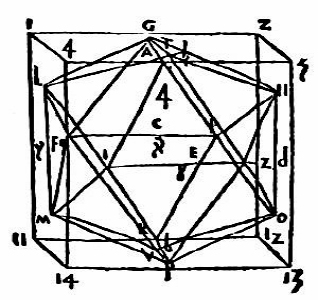
Un icosaedro en perspectiva, grabado incluido en De Prospectiva pingendi

De Prospectiva pingendi (Sobre la perspectiva de la pintura) es el primer y único tratado renacentista anterior al año 1500 dedicado al tema de la perspectiva. Fue escrito por el maestro italiano Piero della Francesca entre las décadas de 1470 y 1480, posiblemente hacia 1474. A pesar de su título latino, la obra se escribió en italiano.

## El libro
Los temas abordados por Piero della Francesca en esta obra incluyen aritmética, álgebra, geometría y un trabajo innovador sobre geometría de sólidos y perspectiva.
Consta de tres partes:
- Parte Uno, Disegno, describiendo técnicas para pintar caras
- Parte Dos, Commensurazio, describiendo la perspectiva
- Parte Tres, Coloro, describiendo técnicas para crear profundidad utilizando los colores

## Historia
De Prospectiva Pingendi fue probablemente escrito en los años comprendidos entre 1474 y 1482.
Los textos están inspirados en el libro De pictura, obra de Leon Battista Alberti, con referencias a los Elementos y a la Óptica de Euclides. El manuscrito había llegado a la Biblioteca Palatina de Parma, antes de ser transferido a la Biblioteca Ambrosiana.
Gran parte del trabajo de Piero della Francesca fue posteriormente asimilado en los escritos de otros autores, notablemente de Luca Pacioli, cuyo De divina proportione (1509) habla del uso que hace Piero la Francesca de la perspectiva, y presentando una traducción del trabajo entero de Piero sobre la geometría de los sólidos, titulada el Libro Corto sobre los Cinco Sólidos Regulares.
En 1899 se publicó por primera vez en forma de libro.